# Neue Perspektive auf Paulus
Die Neue Perspektive auf Paulus (englisch New Perspective on Paul) ist eine seit den 1980er Jahren kontrovers diskutierte Sichtweise in der neutestamentlichen Forschung, welche die Schriften des Paulus von Tarsus unabhängig von der traditionellen lutherischen Interpretation der paulinischen Lehre von der Rechtfertigung des Gläubigen neu in den Blick nehmen möchte. Die Betrachtung der theologischen Aussagen und Grundpositionen des Paulus dient dabei vor allem der Bestimmung des jüdisch-christlichen Verhältnisses.

## Grundansatz
Die paulinische Theologie befreite die Heidenchristen von jüdischen Gebräuchen wie der Beschneidung und ermöglichte auf diese Weise eine vereinfachte Aufnahme von Nichtjuden ins Christentum. Das Luthertum betrachtete das von Martin Luther vor allem anhand seiner Auslegung des Römerbriefs entwickelte Rechtfertigungsverständnis „allein aus dem Glauben“ als wesentliche Botschaft des Evangeliums und unverzichtbares Fundament der reformatorischen Lehre. Die Auslegung der Schriften des Paulus war hiernach von diesem Vorverständnis bestimmt. Im Mittelpunkt der Paulusrezeption stand dessen Ablehnung des jüdischen Gesetzes, in der Luther eine Grundsatzkritik an der so genannten „Werkgerechtigkeit“ zu erkennen glaubte. Das Seelenheil ist Luther zufolge, der sich dabei auf Paulus zu stützen meinte, nicht durch gute oder fromme Werke, sondern nur durch bedingungslosen Glauben zu erreichen. Die „neue Perspektive auf Paulus“ stellt das lutherische Vorverständnis in Frage und versucht, die paulinischen Lehren unvoreingenommener in seinem frühjüdischen Kontext zu analysieren. Vertreter dieser Sichtweise möchten klären, ob und inwieweit Paulus das jüdische Gesetzesverständnis grundsätzlich ablehnte und das Christentum als gesetzesfreie Religion begriff.

## Entwicklung
Die Neue Perspektive auf Paulus (so zusammenfassend erst nachträglich 1982 von James D. G. Dunn benannt) machte ihren Anfang mit den Werken von Krister Stendahl. Dieser bemängelte die Darstellung der Rechtfertigungslehre des Paulus in der deutschen Exegese. Paulus sei nicht wie Luther aufgrund der quälenden Frage nach dem individuellen Heil zu seiner Gesetzeskritik gekommen, sondern habe diese im Dienste der Legitimation seiner Heidenmission entwickelt. Deshalb sei es unangemessen, die Rechtfertigungslehre als Zentrum paulinischer Theologie zu interpretieren.
Bekannt wurde die „Neue Perspektive“ insbesondere durch die Arbeiten von Ed Parish Sanders, vor allem in dessen einflussreichem Werk Paul and Palestinian Judaism (1977). Darin entwickelt er seine von der neutestamentlichen Wissenschaft weitgehend akzeptierte Vorstellung von einem covenantal nominism („Bundesnomismus“) als der verbindenden Grundüberzeugung aller frühjüdischen Strömungen („Common Judaism“), zu denen Sanders auch Paulus rechnet. Auf der Basis seiner judaistischen Studien kritisiert Sanders die in der christlichen Theologie verbreitete Sicht des antiken Judentums als einer Gesetzesreligion, welche die Einhaltung der Tora verlange, um an das Heil zu gelangen, wohingegen Paulus einen neuen Heilsweg – nicht durch die Erfüllung von Gesetzeswerken, sondern durch die Rechtfertigung im Glauben an Christus – angeboten hätte. Sanders bezeichnet diese vereinfachte Charakterisierung als Karikatur und versucht anhand diverser frühjüdischer Texte zu belegen, dass das Einhalten der Gesetze im antiken Judentum nicht als Mittel zum Heil („getting in“) konzipiert war, sondern als äußeres Zeichen für das Im-Bund-Bleiben („staying in“) der Angehörigen des Bundesvolkes. Sanders’ Untersuchung hinterfragt damit die traditionelle protestantische Vorstellung, wonach die christlich-reformatorische Lehre von der Rechtfertigung des Sünders allein aus Gnade im Gegensatz zum angeblichen jüdisch-pharisäischen Konzept der „Werkgerechtigkeit“ stehe. Auch die Bewertung des nachchristlichen Judentums bei Augustinus von Hippo, welche die gesamte westliche Christenheit beeinflusst hat, wird dadurch in Frage gestellt, denn Sanders zufolge kritisierte Paulus am Judentum keineswegs dessen Werkgerechtigkeit (was inhaltlich bereits Augustin in seiner antipelagianischen Gnadenlehre voraussetzt), sondern ausschließlich die Ablehnung der Erlösergestalt Jesu Christi. Paulus, der sich selbst als Jude begreift, verurteile am Judentum folglich nur, „daß es kein Christentum ist“.
Sanders zufolge hat Albert Schweitzer mit seiner Paulus-Interpretation wesentliche Einsichten der Neuen Perspektive vorweggenommen. Schweitzers Erkenntnisse seien dann allerdings durch das Auftreten Rudolf Bultmanns und seiner formkritischen Schule in den Hintergrund gerückt. Der Blick der formgeschichtlichen Exegese auf das Judentum sei durch die einseitig reformatorische Fehlinterpretation geprägt, in der das Judentum als „Gesetzesreligion“ als negative Kontrastfolie der Neuheit der Christusbotschaft („Kerygma“) gegenübergestellt wird.
Heute ist der bedeutendste Vertreter der „New Perspective on Paul“ deren Namensgeber James Dunn. Er erweiterte Sanders’ Überlegungen zum Bundesnomismus um den Verweis darauf, dass Gebote im Judentum nicht nur „identity markers“, sondern vor allem „boundary markers“ seien, mit denen sich das jüdische Volk von den Heiden abgrenzte. Entsprechend sei Paulus’ Kritik am jüdischen Gesetz und an den „Werken des Gesetzes“ in erster Linie als eine Kritik an der Abgrenzung der Juden von den Heiden zu verstehen. Die Frage nach der Rechtfertigung sei für Paulus seinem Interesse an der Frage untergeordnet gewesen, wie auch die Heiden zum Heil kommen können. Paulus kritisiere also nicht die Werkgerechtigkeit der Juden, sondern deren Streben nach ethnisch-sozialer Abgrenzung durch ethisch-religiöse Absonderung.
Neben Dunn hat auch der Theologe Nicholas Thomas Wright, emeritierter anglikanischer Bischof von Durham, die Arbeiten von Sanders aufgenommen und die Neue Perspektive auf Paulus weiterentwickelt. Dabei bemüht sich der selbst der evangelikal-reformierten Strömung entstammende Theologe um eine Paulusinterpretation, die streng von der Texthermeneutik ausgeht und weniger auf religionssoziologische Hypothesen rekurriert als die (eher dem theologisch liberalen Spektrum zugeordneten) Ansätze Sanders’ und Dunns. Damit glaubt er gegenüber der Kritik von konservativen Theologen, die exegetischen Ergebnisse der Neuen Perspektive ernst nehmen und durch eigene Erkenntnisse vertiefen zu können, ohne den Kern des reformatorischen Rechtfertigungsverständnisses aufzugeben.
Aus der Perspektive der jüdischen Religionsphilosophie hat Daniel Boyarin die Ergebnisse Dunns im Wesentlichen zustimmend aufgenommen und zu einer eigenen Sicht auf Paulus als jüdischen Religionslehrer im Kontext eines (mit der Postmoderne in Bezug gesetzten) kulturellen Spannungsfelds von Differenz und Gemeinsamkeit weiterentwickelt.
Im deutschsprachigen Raum hat die Neue Perspektive verschiedene Versuche angeregt, das zeitgenössische Umfeld des Urchristentums und des historischen Jesus mit Hilfe sozialgeschichtlicher Methoden zu erforschen (unter anderem Luise Schottroff, Wolfgang Stegemann, Marlene Crüsemann und Claudia Janssen). Eine zentrale Rolle spielt dabei die Kritik antijudaistischer Stereotype in der christlichen Tradition und auch in der älteren historisch-kritischen Exegese.

## Kritik
Der Neuen Perspektive auf Paulus wird häufig widersprochen. Der erste Widerspruch deutscher Theologen gegen Stendahls These stammt von Ernst Käsemann, der sich jedoch weniger inhaltlich mit Stendahl auseinandersetzte, sondern allgemein die Befürchtung ausdrückte, dass eine mehr von der Weltanschauung als von der Schrift bestimmte Exegese negative Auswirkungen auf die Verkündigung habe. Präziser kritisiert Eduard Lohse die Reduktion des Paulus vom Theologen auf einen missionarischen Praktiker und die Verkürzung der Rechtfertigungslehre auf ein missionsstrategisches Konzept.
Vor allem von reformierten Theologen wird stark kritisiert, dass die neuen Sichtweisen die Lehren Johannes Calvins nicht dogmatisch korrekt widerspiegeln. Die Neue Perspektive auf Paulus war auch Gegenstand heftiger Debatten in evangelikalen Kreisen, insbesondere in den konservativen presbyterianischen Kirchen in den USA.
Die neuere Diskussion zwischen Sanders und Wright innerhalb der Neuen Perspektive wird von den Kritikern meist nicht beachtet. 2003 distanzierte sich N. T. Wright von Sanders und Dunn: “[T]here are probably almost as many ‘New Perspective’ positions as there are writers espousing it – and I disagree with most of them.” In seinem 2011 veröffentlichten Aufsatz Justification: Yesterday, Today and Forever bemüht sich Wright explizit darum, die dogmatischen Bedenken auszuräumen, die seine Paulus-Lesart hinsichtlich der Rechtfertigungslehre aufwirft.
Der jüdische Gelehrte Jacob Neusner gehört zu den gewichtigsten Gegnern des von E. P. Sanders entwickelten, einflussreichen Konstrukts eines frühjüdischen „Bundesnomismus“ und betont dagegen die Bedeutung der halachischen Kontroversen um die korrekte Auslegung des Gesetzes zwischen den verschiedenen jüdischen Gruppierungen. Er kritisiert auch Sanders’ Paulus-Interpretation im Kontext der wissenschaftlichen Kontroverse um die Rolle des pharisäischen Judentums für die rabbinische Literatur, die Neusner für weniger prägend hält als gemeinhin angenommen. Er hinterfragt dabei insbesondere die von E. P. Sanders und anderen entwickelte Methodik bzw. den Umgang mit den rabbinischen Quellen und spricht von einer anachronistischen Vereinnahmung verschiedener Schriften für Sanders’ Sichtweise. Umgekehrt sieht Sanders Ungenauigkeiten und Willkür in Neusners Interpretationen der pharisäischen Diskussionen und Beschlüsse und hält die daraus gezogenen Schlüsse für fragwürdig.